# Gora (rejon bieżanicki)
Gora (ros. Гора) – wieś (ros. деревня, trb. dieriewnia) w zachodniej Rosji, w wołoście Luszczikskaja (osiedle wiejskie) rejonu bieżanickiego w obwodzie pskowskim.

## Geografia
Miejscowość położona jest nad rzeką Aszewka, 9,5 km od centrum administracyjnego osiedla wiejskiego (Luszczik), 13 km od centrum administracyjnego rejonu (Bieżanicy), 121 km od stolicy obwodu (Psków).
W granicach dieriewni znajdują się ulice: zaułek Bazowyj, zaułek Bieriezowyj, Leonida Lwowa, Ługowaja, Nowaja, zaułek Parkowyj, Raboczaja, Sołniecznaja, zaułek Tichij, Zawodskaja.

## Demografia
W 2010 r. miejscowość zamieszkiwało 125 osób.